# Жарапазан
Жарапазан — религиозно-дидактический жанр казахского фольклора, календарная обрядовая песня. 
Данный жанр возник на территории нынешней Республики Казахстан после установления ислама. Исполнялся в девятый месяц мусульманского лунного календаря (хиджры) рамазан. 
По вечерам группа молодежи ходила по домам, поздравляла хозяев и получала от них подарки. Исполнители именовались «жарапазаншы». По содержанию, Жарапазан можно разделить на три условные части. Начинается с обращения к Аллаху, с поминания предков, святых. Далее следуют пожелания счастья, здоровья и богатства, в которую вплетены молитвы и цитаты из Корана. В конце «жарапазаншы» давали своё благословение слушателям.